# Bahnhof Herborn (Dillkreis)
Der Bahnhof Herborn (Dillkreis) ist der wichtigste Bahnhof der Stadt Herborn an der Dillstrecke (Teilstück der ehemaligen Deutz-Gießener Eisenbahn) in Mittelhessen. Hier steigen täglich ca. 2000 Fahrgäste – überwiegend Pendler und Schüler – ein, aus oder um.

## Geschichte
Der Bahnhof wurde als Station an der Deutz-Gießener Eisenbahn errichtet. Mit der Betriebsaufnahme der Gesamtstrecke am 12. Januar 1862 begann hier der öffentliche Verkehr.
Als 1902 die Aar-Salzböde-Bahn nach Niederwalgern eröffnet wurde, wurde der Bahnhof zum Anschlussbahnhof. 1906 kam noch die später verlängerte Strecke nach Driedorf dazu. Das führte zu einem Ausbau des Bahnhofes.
1980 wurde der zuletzt nur noch bis Schönbach durchgeführte Personenverkehr auf der Strecke Herborn – Rennerod – Westerburg – Montabaur eingestellt, 1985 auch der Güterverkehr. Der Güterverkehr auf der Strecke nach Niederwalgern blieb bis 1995, der Personenverkehr bis 2001 bestehen.

## Anlagen

### Empfangsgebäude
Das Empfangsgebäude wurde im Stil der Neorenaissance errichtet und ist stilistisch auf das benachbarte Gebäude der Post abgestimmt, mit dem es zusammen den Bahnhofsvorplatz dominiert. Die Planung stammt von dem Herborner Architekten Ludwig Hofmann. Das Gebäude wurde 1908 – nach dem Stadtbrand von 1904 – errichtet und ersetzte das ursprüngliche Gebäude von 1862. Das Empfangsgebäude von 1908 ist so ein Bauwerk der „zweiten Generation“ des Hochbaus an der Strecke. Es war erforderlich geworden, weil das alte Empfangsgebäude nach dem Anschluss der beiden Nebenbahnen nicht mehr ausreichte.
Das Empfangsgebäude ist auf einem asymmetrischen Grundriss gestaltet. Es dominiert eine zerklüftete, schiefergedeckte Dachlandschaft. Straßenseitig wird die Fassade von einem exzentrisch gelagerten, großen Rundbogenfenster mit einem dieses überragenden Renaissancegiebel beherrscht. Hier findet sich der straßenseitige Eingang zur Empfangshalle. Das Empfangsgebäude ist heute ein Kulturdenkmal nach dem Hessischen Denkmalschutzgesetz.
Das Empfangsgebäude gehört der Stadt Herborn. Ende August 2015 begannen Umbau-Arbeiten, um es bis zum Hessentag (20. bis 29. Mai 2016) barrierefrei und freundlicher zu gestalten. Im ersten und zweiten Bauabschnitt wurden das Dach und die Fassade (außer an der Gleisseite) saniert, die Empfangshalle neu gestaltet und mit einer Aufzugsanlage ausgestattet, sowie am straßenseitigen Eingang zur Empfangshalle eine Rampenanlage errichtet und die Zugangstreppe erneuert. Der ehemalige Fahrkartenschalter und die ehemalige Gepäckannahme südlich der Empfangshalle wurden umgebaut. Dort zog die Stadtmarketing Herborn GmbH im Januar 2017 ein. Außerdem befindet sich dort eine öffentliche Toilettenanlage, die vom Hausbahnsteig aus erreichbar ist. Die Fassade wurde mit einer LED-Beleuchtung ausgestattet, die die Besonderheiten des Gebäudes unterstreicht. Die Unterführung zu den Gleisen 2 und 3 sowie zum Ausgang in der Littau wurde barrierefrei ausgebaut und erhielt Aufzugsanlagen, ein taktiles Leitsystem, neue Hinweisschilder, einen neuen Anstrich und neue Beleuchtung. Der Ausgang zur Littau erhielt eine große Treppen- und eine Rampenanlage und ein Radparksystem mit 25 Boxen, wovon 17 mit einer Lademöglichkeit für E-Bikes ausgestattet sind. Der Ausgang zur Stadtmitte ist nun mit einer Aufzugsanlage ausgestattet. Die Baukosten für den ersten Bauabschnitt betrugen rund 1,9 Millionen Euro. Er wurde rechtzeitig zum Beginn des Hessentages fertig gestellt. Am 19. Mai 2016 wurde die Empfangshalle offiziell wieder zur Nutzung freigegeben.
Im Juni 2016 wurde mit dem zweiten Bauabschnitt begonnen. Er beinhaltete u. a. den Umbau des Kiosks (abgeschlossen im Dezember 2016) und der Gaststätte im nördlichen Teil des Gebäudes; diese ist inzwischen geschlossen. Die Gewerbeeinheiten im Obergeschoss werden seit der Sanierung als Atelier und von einem Steuerbüro genutzt. In weiteren Bauabschnitten wurden die gleisseitige Fassade, das gleisseitige Dach und die gesamte oberste Geschossdecke energetisch saniert. Außerdem wurde die Empfangshalle neu gestaltet. Es zogen ein Yoga-Studio und das Stadtmarketing ein. Die Baukosten für die gesamte Sanierung und den Umbau betrugen bisher rund 3,8 Millionen Euro.

### Bahnhofsvorplatz und Busbahnhof
2012 wurde der Bahnhofsvorplatz neu gestaltet, das Kopfsteinpflaster ausgetauscht und die Treppe vor dem Gebäude erneuert. Außerdem wurden die Bruchstein-Brüstungen durch neue Metallgeländer ersetzt. Die markanten, großen Linden neben der Treppe wurden durch Kugelahorn ersetzt, um den Blick auf das Empfangsgebäude wieder freizugeben.
Neben dem Bahnhofsvorplatz wurde am 11. Dezember 2012 der neue Zentrale Omnibusbahnhof (ZOB) eingeweiht. Er hat zehn Bussteige und ist – wie nun auch der Bahnhofsvorplatz – mit einem Blinden- und Sehbehinderten-Leitsystem ausgestattet. Mit diesem System wurde eine Vorgabe des Landes Hessen umgesetzt, das 75 Prozent der Baukosten übernahm. Hier halten nun sämtliche Stadt- und Regionalbuslinien. Somit ist ein leichter und bequemer Umstieg zwischen Bus und Bahn möglich. Außerdem wurden dort zwei große elektronische Anzeigetafeln, die die Abfahrtszeiten der Busse und Züge sowie eventuelle Verspätungen anzeigen, aufgestellt.

### Bahnsteige

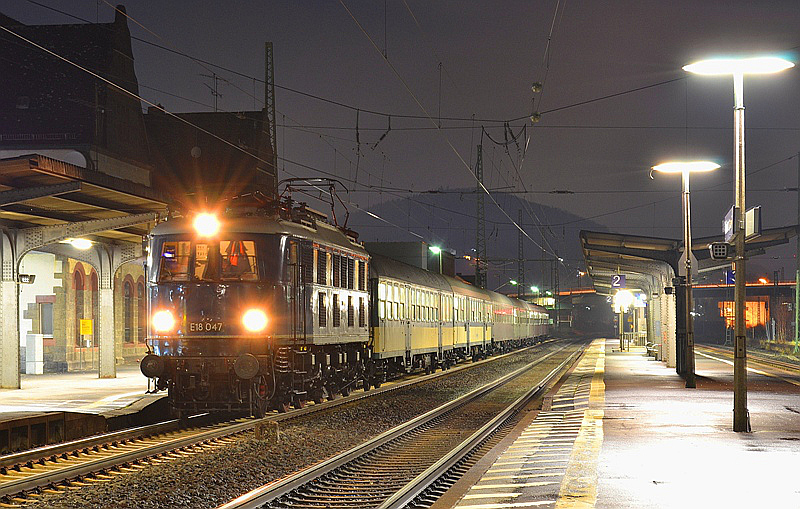
Ein Sonderzug mit einer historischen Elektrolokomotive der Baureihe E 18 auf Gleis 1 des Herborner Bahnhofs. Links im Bild ist das Empfangsgebäude zu sehen. Rechts im Bild befindet sich der Bahnsteig für die Gleise 2 und 3 (Dezember 2013).

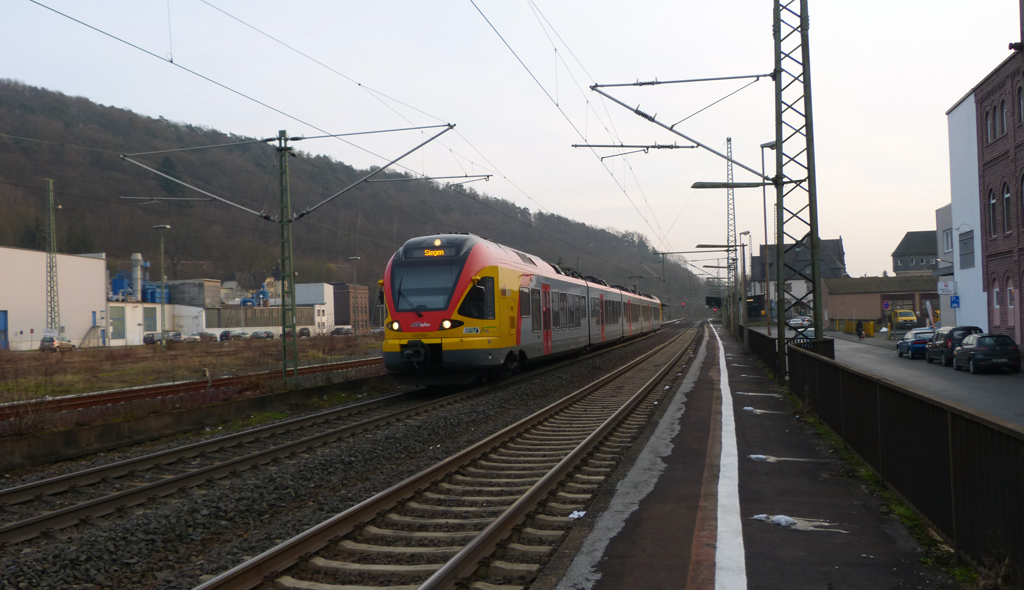
Triebwagen 429 044 der HLB verlässt als RE 99 den Bahnhof Herborn auf dem Weg nach Siegen (Januar 2014)

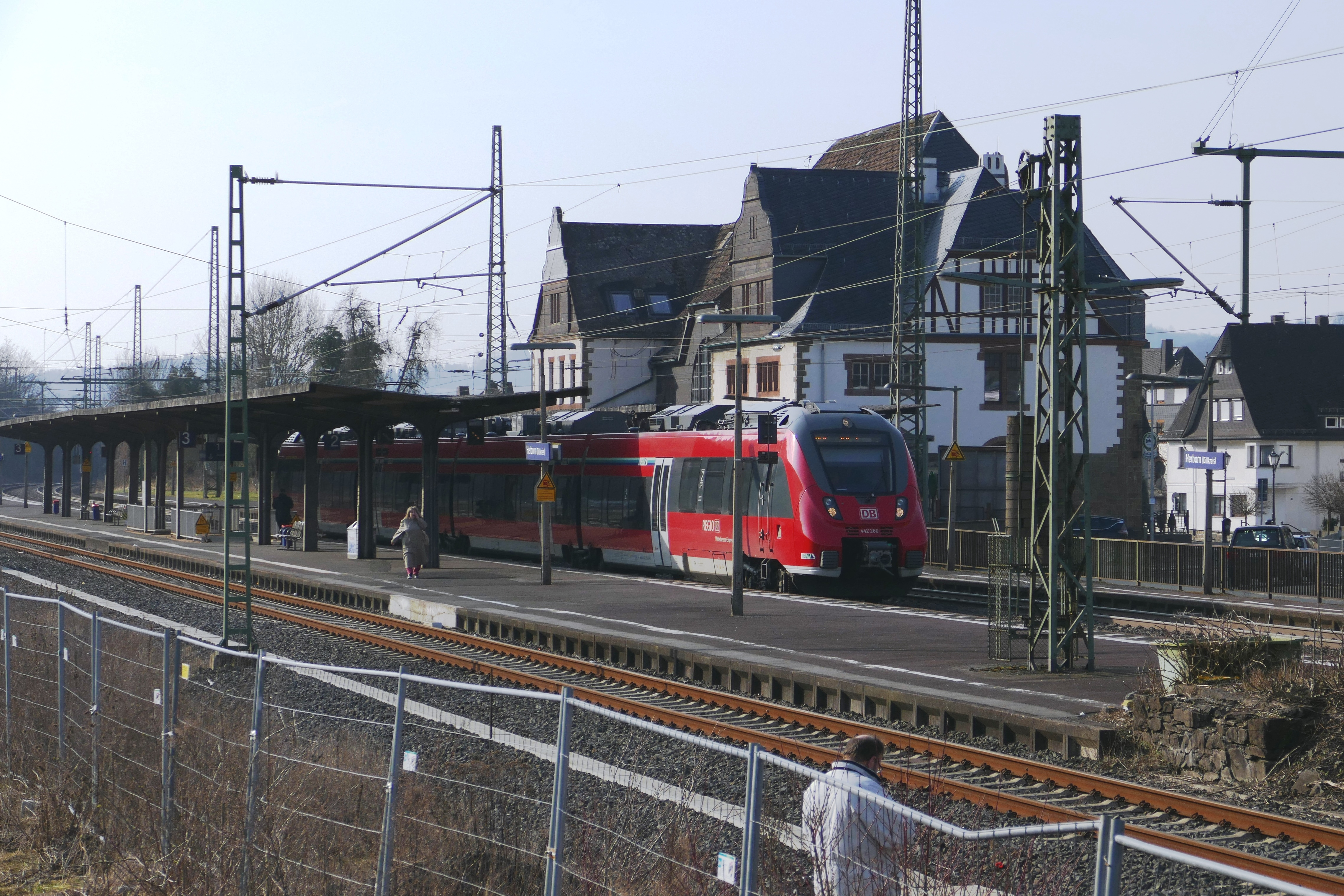
Mittelhessen-Express Baureihe 442 als RB 40 auf dem Weg von Gießen nach Dillenburg (März 2018)

Dem Bahnhof verblieben sind heute ein Haus- und ein Inselbahnsteig. Ein östlich gelegener weiterer Inselbahnsteig, der früher dem Verkehr der von Herborn ausgehenden, inzwischen stillgelegten Nebenbahnen nach Montabaur und Niederwalgern (zuletzt als RB 44 betrieben) diente, ist im Oktober 2015 abgerissen worden. Hier ist nun eine Treppen- und Rampenanlage zur Unterführung als östlicher Zugang zu den Bahnsteigen geschaffen worden. Ab 2024 ist bei einer Bauzeit von rund 15 Monaten die Modernisierung und der barrierefreie Ausbau des gesamten Bahnhofs geplant. Neben dem Neubau und der Erhöhung des Haus- und Mittelbahnsteiges von jetzt 38 cm auf 55 cm, ist auch der Neubau der Personenunterführung inklusive der Treppenanlagen zu den Bahnsteigen, die Erneuerung der Beleuchtungs-, Signal- und Telekommunikationsanlagen und die Errichtung einer Aufzugsanlage zum Mittelbahnsteig vorgesehen. Die Bahnsteigdächer werden ebenfalls neu gebaut, dabei aber von jetzt jeweils 105 m Länge auf ca. 55 m am Hausbahnsteig und ca. 50 m am Mittelbahnsteig gekürzt.
Im ehemaligen Güterbahnhof (gegenüber dem Empfangsgebäude in der Littau) wurden Ende Februar 2014 die Gleise entfernt. Anschließend wurde der Boden entgiftet und auf einer rund 3.300 Quadratmeter großen Fläche ein P+R-Platz mit zunächst 150 Stellplätzen für Pendler und Stadtbesucher eingerichtet.
Es wurde dort ein Parkdeck für weitere Stellplätze eingerichtet. Auch über eine Video-Überwachung des gesamten Bahnhofes inklusive des benachbarten Zentralen Omnibusbahnhofes (ZOB) wurde diskutiert.

## Bedienung
Heute halten hier Regional-Express-Züge der Relation Siegen–Gießen–Frankfurt Hbf (Main-Lahn-Sieg-Express; RE 99) und der Mittelhessen-Express der Relation Dillenburg–Gießen–Frankfurt Hbf (RB 40). Der Nahverkehr wird auf Bestellung des RMV durch die HLB (RE 99) und die DB Regio Mitte (RB 40) durchgeführt.
Von Dezember 2021 bis Dezember 2024 hielt in Herborn ein einzelner Intercity der Linie 34 wochentags frühmorgens von Siegen nach Frankfurt.
| Linie | Verlauf | Takt                                                  | Betreiber      |
| ----- | --- | ----------------------------------------------------- | -------------- |
| RB 40 | Mittelhessen-Express: Frankfurt (Main) Hbf – Frankfurt (Main) West (– Bad Vilbel) (zweistdl.) – Friedberg (Hess) – Bad Nauheim (– Ostheim (b Butzbach)) (zweistdl.) – Butzbach (– Kirch Göns – Lang Göns – Großen Linden) (zweistdl.) – Gießen – Dutenhofen (Kr Wetzlar) – Wetzlar – Aßlar – Werdorf – Ehringshausen (Kr Wetzlar) – Katzenfurt – Edingen (Kr Wetzlar) – Sinn – Herborn (Dillkr) – Burg (Dillkr) Nord – Niederscheld (Dillkr) Süd – Dillenburg Flügelung in Gießen. Zugteil nach Marburg/Treysa als RB 41. Stand: Fahrplanwechsel Dezember 2021 | 40/80 min (Frankf.–Gießen) 60 min (Gießen–Dillenburg) | HLB Hessenbahn |
| RE 99 | Main-Sieg-Express: Siegen Hbf – Wilnsdorf-Rudersdorf (zweistdl.) – Dillbrecht (zweistdl.) – Rodenbach (Dillkr) (zweistdl.) – Haiger – Sechshelden (zweistdl.) – Dillenburg – Herborn (Dillkr) – Wetzlar – Gießen – Friedberg (Hess) – Frankfurt (Main) West (einzelne Züge im Berufsverkehr) – Frankfurt (Main) Hbf Gießen – Frankfurt vereinigt mit RE 98 von Kassel Stand: Fahrplanwechsel Dezember 2021 | 60 min (Siegen–Gießen) 120 min (Gießen–Frankfurt)     | HLB Hessenbahn |

Früher wurde der Bahnhof durch zwei weitere Strecken bedient:
- Die Aar-Salzböde-Bahn von Niederwalgern endete und verkehrte hier von 1902 bis zum 9. Juni 2001.
- Die Westerwaldquerbahn nach Montabaur begann und verkehrte hier von 1906 bis zum 31. Mai 1980.

Der Bahnhof ist heute nicht mehr mit Personal besetzt. Fahrkarten können sowohl im Internet, am Kiosk als auch an einem Automaten auf dem Hausbahnsteig gekauft werden.
Das Stellwerk Herborn wird mittelfristig durch ein elektronisches Stellwerk ersetzt.

## Sonstiges
Am 24. Dezember 2015 wurde in einem planmäßig haltendem Zug des Main-Sieg-Express ein Polizist erstochen und sein Kollege lebensgefährlich verletzt. Der Täter war zuvor als Schwarzfahrer im Zug aufgefallen und hatte die Feststellung seiner Personalien verweigert, weswegen die Beamten alarmiert wurden. Für den getöteten Polizisten ist im Bahnhof eine Gedenktafel errichtet worden. Der Täter Patrick S. wurde im Dezember 2016 vom Landgericht Limburg zu einer lebenslangen Freiheitsstrafe verurteilt, diese Strafe wurde vom BGH bestätigt.